# Cuadragésimo Primer Período Ordinario de la Asamblea General de la Organización de los Estados Americanos
El 41 Período Ordinario de la Asamblea General de la Organización de los Estados Americanos se realizó del 5 al 7 de junio de 2011 en el Centro Internacional de Ferias y Convenciones (CIFCO) en San Salvador, El Salvador.

## Organización de los Estados Americanos
La Organización de los Estados Americanos (OEA), es una organización internacional panamericanista y regional, con el objetivo de ser un foro político para el diálogo multilateral, integración y la toma de decisiones de ámbito americano creado en mayo de 1948. La declaración de la organización dice que trabaja para fortalecer la paz y seguridad, consolidar la democracia, promover los derechos humanos, apoyar el desarrollo social y económico y promover el crecimiento sostenible en América. En su accionar busca construir relaciones más fuertes entre las naciones y los pueblos del continente. Los idiomas oficiales de la organización son el castellano, el portugués, el inglés y el francés. Sus siglas en castellano son OEA y en inglés OAS (Organization of American States).

## Asamblea General de la Organización de los Estados Americanos
La Asamblea General de la Organización de los Estados Americanos, es el órgano principal de la Organización de Estados Americanos (OEA).
La Asamblea General de la OEA se creó como parte de la reestructuración de la OEA, la cual tuvo lugar tras la adopción del Protocolo de Buenos Aires, que sería firmado el 27 de febrero de 1967, y entraría en vigor a partir del 12 de marzo de 1970 (aunque posteriormente sería modificado). Con anterioridad a estos cambios, el órgano superior de la OEA fue la Conferencia Interamericana, que a su vez fue la sucesora sucesor de la Conferencia Internacional de los Estados Americanos.
Según el Protocolo de Buenos Aires, la Asamblea General debe convocar una vez al año un período ordinario de sesiones. En circunstancias especiales, y con la aprobación de las dos terceras partes de los Estados miembros, el Consejo Permanente puede convocar un período extraordinario de sesiones.
La sede de la Asamblea General es rotativa, y la forma de participación de los Estados miembros es democrática, estando representados los miembros mediante los delegados escogidos, que generalmente son ministros de relaciones exteriores o cancilleres.

## Países miembros de la Organización de los Estados Americanos
| - Antigua y Barbuda (1967) - Argentina (1948) - Bahamas (1982) - Barbados (1967) - Belice (1991) - Bolivia (1948) - Brasil (1948) - Canadá (1990) - Chile (1948) - Colombia (1948) - Costa Rica (1948) - Cuba (1948, Expulsada en 1962. En 2009 fue derogado el art. 1 de la resolución de 1962 dejando sin efecto la expulsión, pero Cuba decidió no reincorporarse, por lo que no forma parte de la OEA.) - Dominica (1979) - Ecuador (1948) - El Salvador (1948) - Granada (1975) - Guatemala (1948) | - Guyana (1991) - Haití (1948) - Jamaica (1969) - México (1948) - Nicaragua (1948) - Panamá (1948) - Paraguay (1948) - Perú (1948) - República Dominicana (1948) - Santa Lucía (1979) - San Vicente y las Granadinas (1981) - San Cristóbal y Nieves (1984) - Estados Unidos (1948) - Surinam (1977) - Trinidad y Tobago (1967) - Uruguay (1948) - Venezuela (1948) |

## Países observadores
| - Alemania - Angola - Austria - Bélgica - China - Croacia - Eslovenia - España - Estonia - Finlandia | - Francia - Grecia - Israel - Italia - Luxemburgo - Reino Unido - Rusia - Serbia - Suecia - Turquía |

## Organismos Internacionales
- Comisión Económica para América Latina y el Caribe (CEPAL)
- Corte Interamericana de Derechos Humanos (Corte IDH)
- Instituto Interamericano de Derechos Humanos (IIDH)
- Junta Interamericana de Defensa (JID)
- Facultad Latinoamericana de Ciencias Sociales (FLACSO)
- Banco Interamericano de Desarrollo (BID)
- Alto Comisionado de las Naciones Unidas para los Refugiados (ACNUR)
- Organización de las Naciones Unidas para la Educación, la Ciencia y la Cultura (Unesco)
- Programa Conjunto de las Naciones Unidas sobre el VIH/sida (UNAIDS)
- Liga Árabe
- Unión Europea

## Galería de fotos
- Fotos Asamblea General El Salvador 2011

## Videos
- Videos Asamblea General El Salvador 2011

## Discursos
Intervention presented by H.E. Sam Condor, Foreign Minister of St. Kitts and Nevis

H.E. Sam Condor, Deputy Prime Minister and Minister of Foreign Affairs of St. Kitts and Nevis

San Salvador, El Salvador

6 de junio de 2011
Discurso del Canciller de Honduras, Mario Canahuati, en el marco del XLI Asamblea General de la OEA

Secretario de Estado de Relaciones Exteriores de Honduras, Mario Canahuati

San Salvador, El Salvador

6 de junio de 2011
Discurso del Canciller de Guatemala Haroldo Rodas Melgar, en la Sesión Plenaria de la XLI Asamblea General de la OEA

Embajador Haroldo Rodas, Ministro de Relaciones Exteriores de Guatemala

San Salvador, El Salvador

6 de junio de 2011
Ceremonia inaugural del Cuadragésimo Primer Período Ordinario de Sesiones de la Asamblea General de la OEA

PRESIDENTE DE LA REPÚBLICA DE EL SALVADOR, EXCELENTÍSIMO SEÑOR MAURICIO FUNES

El Salvador, San Salvador

5 de junio de 2011
Allocution d’ouverture prononcée Quarante et unième Session ordinaire de l’Assemblée générale de l’OEA

Secretario General, José Miguel Insulza

EL Salvador, San Salvador

5 de junio de 2011
DISCURSO DE ABERTURA QUADRAGÉSIMO PRIMEIRO PERÍODO ORDINÁRIO DE SESSÕES DA ASSEMBLÉIA GERAL DA OEA
 
Secretario General, José Miguel Insulza

San Salvador, El Salvador

5 de junio de 2011
INAUGURAL SPEECH FORTY-FIRST REGULAR SESSION OF THE OAS GENERAL ASSEMBLY

Secretary General, José Miguel Insulza

San Salvador, El Salvador

5 de junio de 2011
Ceremonia inaugural XLI Asamblea General de la OEA

Secretario General, José Miguel Insulza

San Salvador, El Salvador

5 de junio de 2011

## Sede
El Centro Internacional de Ferias y Convenciones (CIFCO) es un recinto multiusos de la ciudad de San Salvador, El Salvador. Sus instalaciones están localizadas en la 
Colonia San Benito, a 5 kilómetros del centro de la capital Salvadoreña, en una zona residencial con excelentes facilidades de transporte, fácil acceso a hoteles de primera clase. Además es considerado como el centro de convenciones más grande, moderno y funcional de Centroamérica. Está afiliada a la Unión de Ferias Internacionales (UFI) y la Asociación de Ferias Internacionales de América (AFIDA), lo cual le da una categoría relevante.

## Comisión Nacional Organizadora
| ÁREAS                                                     | NOMBRES                        | CARGOS                               |
| --------------------------------------------------------- | ------------------------------ | ------------------------------------ |
| Coordinación Nacional 41°AGOEA                            | LICDA. TANIA MOLINA            | Coordinadora Nacional                |
| Coordinación Nacional 41°AGOEA                            | EMBAJADOR JOSÉ ROBERTO BATISTA | Coordinador Nacional Adjunto         |
| Dirección Ejecutiva 41°AGOEA                              | LICDA. CLAUDIA ARDÓN           | Directora Ejecutiva                  |
| Dirección Ejecutiva 41°AGOEA                              | LICDA. MARCELA MARTÍNEZ        |                                      |
| Comisión de Protocolo                                     | EMBAJADOR JOSÉ ROBERTO BATISTA | Coordinador de la Comisión           |
| Comisión de Protocolo                                     | Lic. Cesár Arévalo             | Sub- coordinador de la Comisión      |
| Comisión de Protocolo                                     | Sr. Gerardo Pérez              | Subcomisión de Aeropuerto            |
| Comisión de Protocolo                                     | Sra. Carmen Dolores Paredes    | Subcomisión de Hoteles y Alojamiento |
| Comisión de Protocolo                                     | Lic. Gustavo Argueta           | Subcomisión de reuniones bilaterales |
| Comisión de Prensa y Servicios Multimedia                 | LICDA. EDITH PORTILLO          | Coordinadora de Comisión             |
| Comisión de Infraestructura y Tecnología y Acreditaciones | LICDA. YANIRA ISMENIA MORENO   | Coordinadora de Comisión             |
| Comisión de Transporte y Seguridad                        | LIC. CARLOS BURGOS             | Coordinador de la Comisión           |
| Comisión de Atención Cultural y Promoción Turística       | SRA. MAGDALENA GRANADINO       | Coordinadora de Comisión             |

## Eventos Paralelos
- VII Foro del sector privado de las Américas
- XXIX Modelo de Asamblea General de la OEA
- TIC Américas

## Asambleas Anteriores
- 2010:  Perú, Lima - "40 Período Ordinario de la Asamblea General de la OEA".
- 2009:  Honduras, San Pedro Sula - "39 Período Ordinario de la Asamblea General de la OEA".
- 2008:  Colombia, Medellín - "38 Período Ordinario de la Asamblea General de la OEA".
- 2007:  Panamá, Panamá - "37 Período Ordinario de la Asamblea General de la OEA".
- 2006:  República Dominicana, Santo Domingo - "36 Período Ordinario de la Asamblea General de la OEA".
- 2005:  Estados Unidos, Fort Lauderdale - "35 Período Ordinario de la Asamblea General de la OEA".
- 2004:  Ecuador, Quito - "34 Período Ordinario de la Asamblea General de la OEA".
- 2003:  Chile, Santiago de Chile - "33 Período Ordinario de la Asamblea General de la OEA".
- 2002:  Barbados, Bridgetown - "32 Período Ordinario de la Asamblea General de la OEA".
- Documentos aprobados (1971 - 2009)
- Todos